# E004
|  | No s'ha de confondre amb E04. |

La ruta europea E004 és una carretera que forma part de la Xarxa de carreteres europees. Comença a Khizilordà (Kazakhstan) i finalitza a Bukharà (Uzbekistan). Té una longitud de 54 km. Té una orientació de nord a sud.